# Azuurblauwe halmklimmer
De azuurblauwe halmklimmer (Ophonus azureus) is een keversoort uit de familie van de loopkevers (Carabidae). De wetenschappelijke naam van de soort werd in 1775 gepubliceerd door Johann Christian Fabricius.